# 권덕여 (조선)
권덕여(權德輿, 1518년 2월~1591년 7월)는 조선 중기의 문신이다. 자(字)는 치원(致遠)이고, 본은 안동이다. 1562년(명종 18)에 음서(문음 및 학행)로써 관직에 천거되었다.

## 생애
권박(權博)의 아들로 자형인 송인수의 문인이 되어 글을 배웠다. 경상도 안동도호부에 거주타가 1556년에 한성부로 상경해, 1562년에 음서(문음)로써 사간원 녹사로 천거된 그는, 이듬해 1563년 사간원 정언이 되었으며 같은 해에 병조좌랑직에 임명되었다. 1566년 사헌부 장령, 1567년 홍문관 예하 부교리를 거쳐 1571년 승지가 되었다. 1573년 성절사로 명나라에 다녀왔다. 대사간으로 있을 때, 백인걸의 상소를 이이가 지었다는 사실이 문제되자, 이이를 두둔하다가 벼슬을 잃었다. 1583년에는 이이를 탄핵하는 상소에 연명하였다가 성주목사로 좌천되기도 하였다. 이후 1591년 7월에 74세의 나이로 세상을 떠났다.

## 가족 관계
- 부친 : 권박(權博, 1475 ~ 1547)
- 모친  : 전생서봉사(典牲署奉事)를 지낸 오치정(吳致精) 선생의 딸 해주 오씨 부인
  - 정부인 : 고성 이씨 부인
    - 장남 : 권극순(權克純, 1537 ~ ?)
    - 장녀 : 사인(士人)을 지낸 심수륜(沈守崙) 선생의 처
    - 차녀 : 함녕군(咸寧君)에 책봉된 이수선(李壽璿)[8] 선생의 계부인

  - 계부인 : 신매향(申梅香, 1535 ~ ?)[9]
    - 3녀 : 권의온(權懿溫, 1556 ~ ?)

  - 측실 : 다만(多曼, 1538 ~ ?) - 퇴기 출신의 기첩
    - 서자 : 권극중(權克中, 1558 ~ 1653)

  - 측실 : 이름 미상(1540년대 초반 출생자로 추정)
    - 서자 : 권극신(權克愼, 1560 ~ ?)
    - 서자 : 권극공(權克恭, 1573 ~ ?)